# Flores (Azorerne)
 For alternative betydninger, se Flores. (Se også artikler, som begynder med Flores)
Flores (portugisisk for Blomster) er en portugisisk ø som tilhører øgruppen Azorerne 1500 km vest for Portugal i Atlanterhavet. Sammen med Corvo udgør Flores den vestlige del af øgruppen.
Flores er 143 km² stor og har 3.995 indbyggere. Øen er 17 km lang og 12,5 km bred. 
Flores blev opdaget i 1452 af Diogo de Teive, som døbte øen São Tomás. Øens navn blev senere ændret til Santa Iria for derefter at få det nuværende navn.
Et areal på 586,19  km² blev i 2009 udpeget til biosfærereservat under UNESCOs Menneske og biosfære-programmet.

## Byer
- Santa Cruz
- Lajes
- Fajazinha
- Faja Grande